# XDSL
DSL (англ. Digital Subscriber Line — «цифровая абонентская линия»; первоначально Digital Subscriber Loop — «цифровая абонентская петля») или xDSL (символ х здесь означает аббревиатуру названия конкретной технологии) — семейство технологий, позволяющих значительно повысить пропускную способность абонентской линии телефонной сети общего пользования путём использования эффективных линейных кодов и адаптивных методов коррекции искажений линии на основе современных достижений микроэлектроники и методов цифровой обработки сигнала.
Технологии xDSL появились в середине 1990-х годов как альтернатива цифровому абонентскому окончанию ISDN и позволяют передавать данные со скоростями, значительно превышающими те скорости, которые доступны даже лучшим аналоговым и цифровым модемам. Эти технологии поддерживают передачу голоса, высокоскоростную передачу данных и видеосигналов, создавая при этом значительные преимущества как для абонентов, так и для провайдеров. Многие технологии xDSL позволяют совмещать высокоскоростную передачу данных и передачу голоса по одному и тому же двухжильному телефонному кабелю. Существующие типы технологий xDSL различаются в основном по используемой форме модуляции и скорости передачи данных.
Службы xDSL разрабатывались для достижения определённых целей: они должны работать на существующих телефонных линиях, не мешая при этом работе различной аппаратуры абонента, такой как телефонный аппарат, факс и т. д., скорость работы должна быть выше теоретического предела в 56 кбит/с, и, наконец, они должны обеспечивать постоянное подключение. Широкое распространение технологий xDSL должно сопровождаться некоторой перестройкой работы поставщиков услуг Интернета и поставщиков услуг телефонных сетей, так как их оборудование теперь должно работать совместно. Возможен также вариант, когда альтернативный оператор связи берёт оптом в аренду большое количество абонентских окончаний у традиционного местного оператора или же арендует некоторое количество модемов в DSLAM.
К основным типам xDSL относятся ADSL, HDSL, IDSL, MSDSL, PDSL, RADSL, SDSL, SHDSL, UADSL, VDSL. Все эти технологии обеспечивают высокоскоростной цифровой доступ по абонентской телефонной линии. Некоторые технологии xDSL являются оригинальными разработками, другие представляют собой просто теоретические модели, в то время как третьи уже стали широко используемыми стандартами. Основным различием данных технологий являются методы модуляции, используемые для кодирования данных.

## Методы кодирования
Технологии xDSL поддерживают несколько вариантов кодирования информации:
- 2B1Q: Two-binary, one-quaternary, используется для IDSL и HDSL
- CAP: Carrierless Amplitude Phase Modulation — используется для HDSL
- DMT: Discrete multitone modulation, наиболее распространённый метод, известен также как OFDM (мультиплексирование с ортогональным частотным разделением каналов)

Достижения технологий xDSL во многом определяются достижениями техники кодирования, которая за счёт применения цифровых сигнальных процессоров (DSP) смогла повысить скорость передачи данных при одновременном увеличении расстояния между модемом и оборудованием DSLAM.

## Сравнительный анализ технологий xDSL
| Технология DSL | Максимальная скорость (приём/передача) | Максимальное расстояние | Количество телефонных пар | Основное применение             |
| -------------- | -------------------------------------- | ----------------------- | ------------------------- | ------------------------------- |
| ADSL           | 24 Мбит/с / 1,4 Мбит/с                 | 5,5 км                  | 1                         | Доступ в Интернет, голос, видео |
| IDSL           | 144 кбит/с                             | 5,5 км                  | 1                         | Передача данных                 |
| HDSL           | 2 Мбит/с                               | 4,5 км                  | 1,2                       | Объединение сетей, услуги E1    |
| SDSL           | 2 Мбит/с                               | 3 км                    | 1                         | Объединение сетей, услуги E1    |
| VDSL           | 62 Мбит/с / 26 Мбит/с                  | 1,3 км на max. скорости | 1                         | Объединение сетей               |
| SHDSL          | 2,32 Мбит/с                            | 7,5 км                  | 1                         | Объединение сетей               |
| UADSL          | 1,5 Мбит/с / 384 кбит/с                | 3,5 км на max. скорости | 1                         | Доступ в Интернет, голос, видео |

## Преимущества xDSL перед ISDN
Широкое применение доступа через xDSL имеет ряд преимуществ по сравнению с технологией ISDN. Пользователь получает интегрированное обслуживание двух сетей — телефонной и компьютерной. Но для пользователя наличие двух сетей оказывается незаметным, для него только ясно, что он может одновременно пользоваться обычным телефоном и подключённым к Интернету компьютером. Скорость же компьютерного доступа при этом превосходит возможности интерфейса PRI сети ISDN при существенно более низкой стоимости, определяемой низкой стоимостью инфраструктуры IP-сетей.